# 古町 (気仙沼市)
古町（ふるまち）は、宮城県気仙沼市にある町丁および行政区である。郵便番号は988-0077。町丁としては古町一丁目、古町二丁目、古町三丁目、古町四丁目を擁し、古町一丁目から古町四丁目で住居表示が実施されている。行政区としては、古町1区、古町2区、古町3区、古町4区、古町5区、古町6区が存在する。町丁の古町は2020年（令和2年）10月1日現在において、人口1,542人、世帯数772世帯である。古くは浦町や大坂町とも呼称された。

## 地理

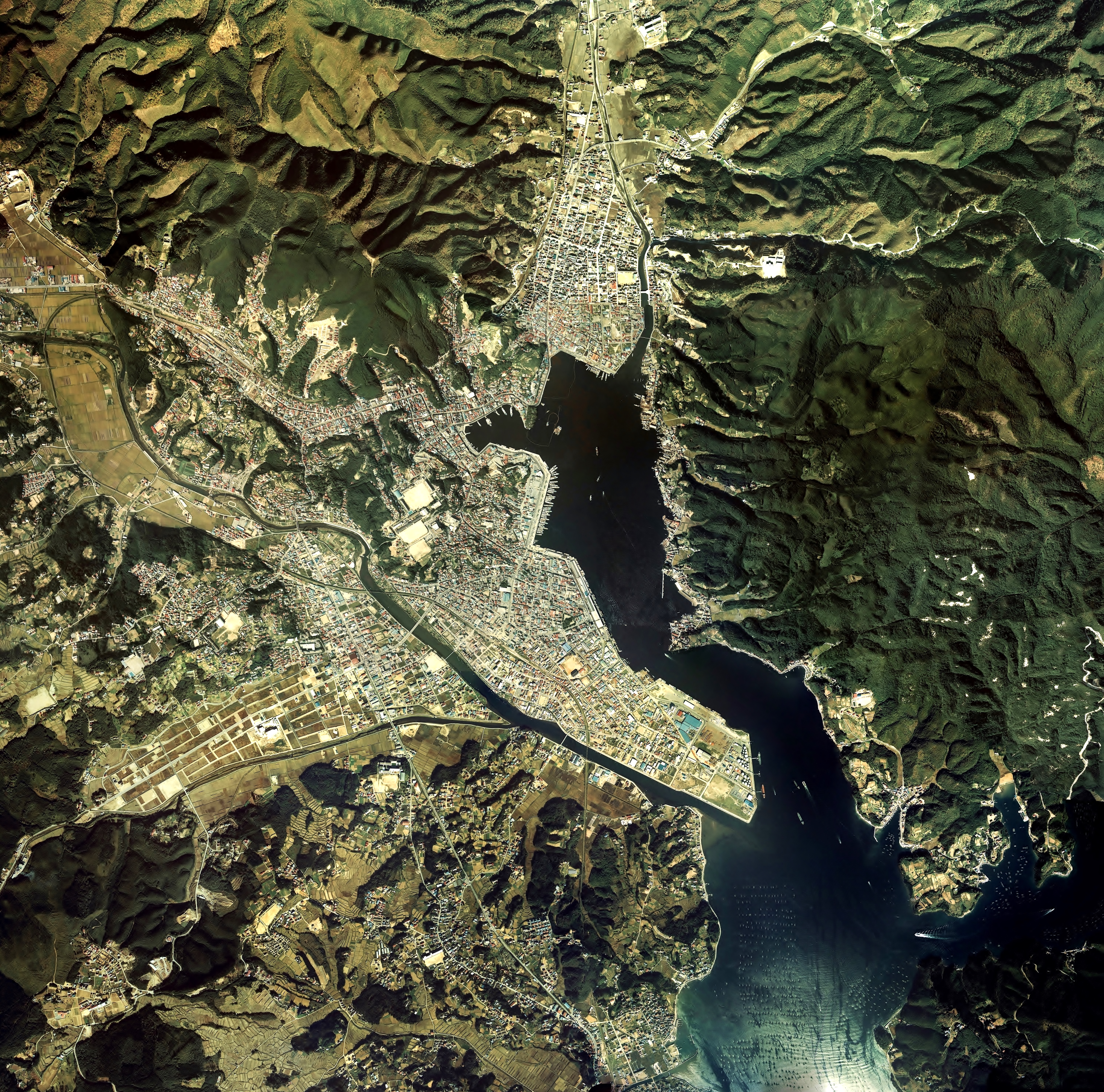
気仙沼市中心部の空中撮影写真。画像左上の山の南麓に古町が位置する。

気仙沼市の北部、気仙沼地域の中央部に位置する。北東部で大岩井山と、北西部で松川と、西部で新田と、南西部で舘山と、東部で新町や福美町と接する。

### 消滅した小字
宮城県各村字調書によると1884,85年頃の気仙沼村古町の小字は以下の通りである。
- 赤坂
- 館山
- 古町

## 歴史

### 年表
- 1953年（昭和38年）6月1日 - 古町が誕生[7]。
- 1967年（昭和42年） 4月1日 - 古町より滝の入、福美町、化粧坂が分離独立[7]。
- 2016年（平成28年）10月28日 - 古町1区および古町3区の各一部をもって、行政区である古町6区が成立[11]。

### 地名の由来
往古、気仙沼湾は深く陸地に入り込み細浦と呼称されており、その細浦近くの集落を浦町と呼んでいた。浦町は大坂からの浪人が多来住したため大坂町とも呼ばれていた。1579年（慶長2年）浦町下に新町が開かれたため、浦町を古町と呼称するようになった。これが古町の由来である。

## 施設
- 気仙沼駅前コミュニティセンター（古町一丁目2番地5号）[13]
- 気仙沼駅前観光案内所（古町一丁目5番地23号）[14]
- 気仙沼古町郵便局（古町三丁目2番地45号）[15]
- ハローワーク気仙沼（古町三丁目3番地8号）[16]
- 気仙沼税務署（古町三丁目4番地5号）[17]

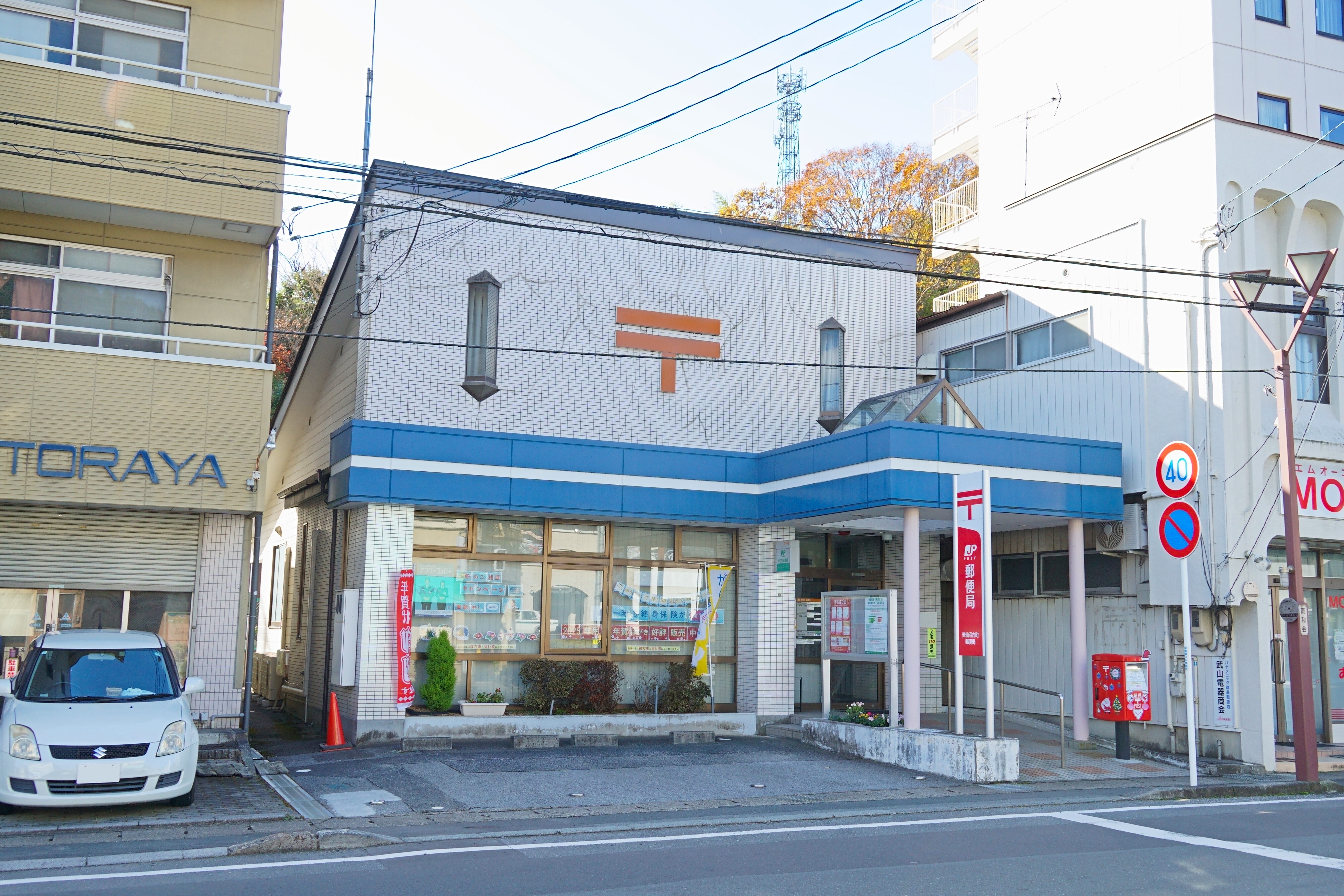
気仙沼古町郵便局
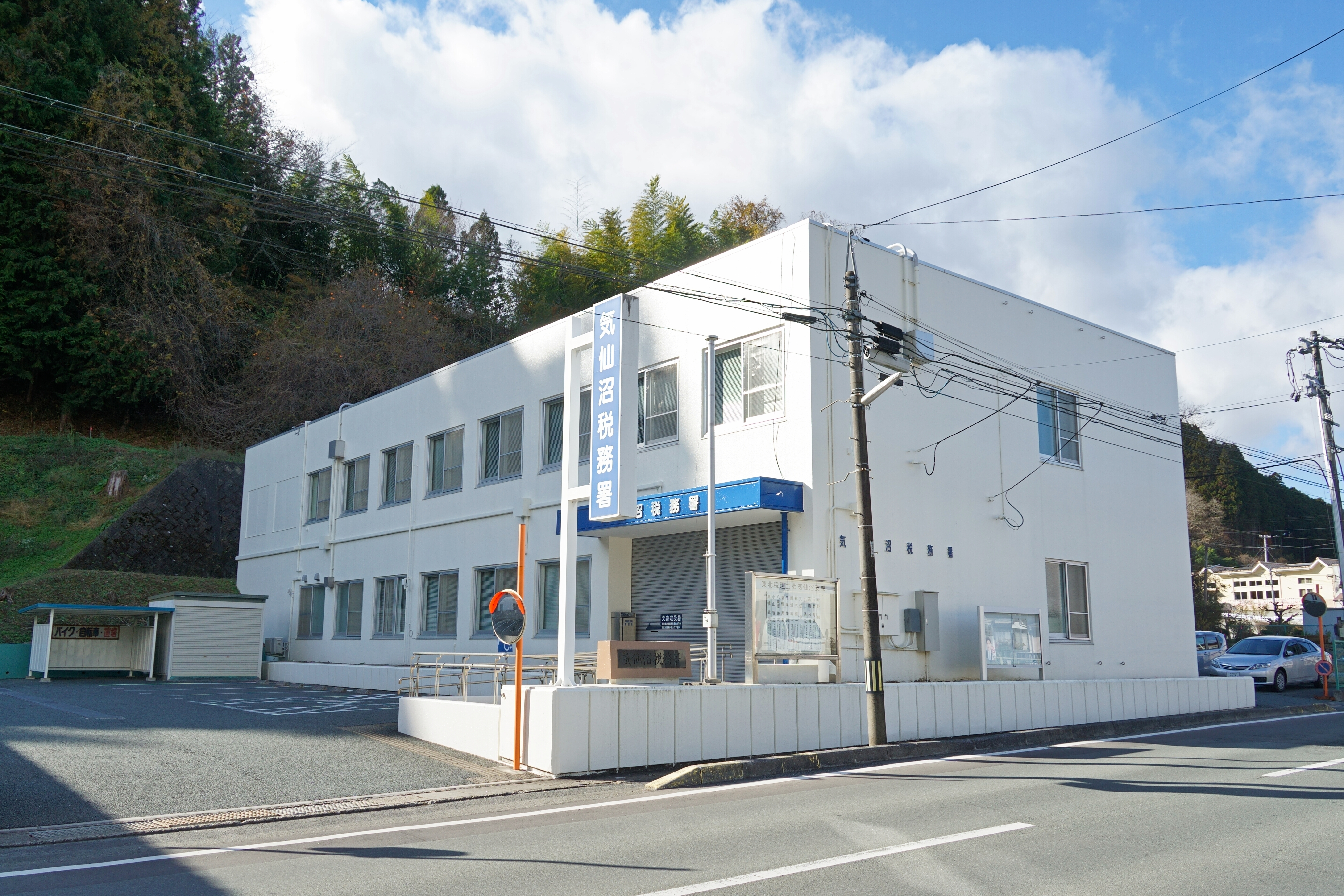
気仙沼税務署

## 世帯数と人口
2020年（令和2年）10月1日現在の世帯数と人口は以下の通りとなる。
| 丁目       | 世帯    | 男    | 女    | 外国人 | 人口    |
| ---------- | ------- | ----- | ----- | ------ | ------- |
| 古町一丁目 | 157世帯 | 159人 | 194人 | 0人    | 353人   |
| 古町二丁目 | 240世帯 | 249人 | 234人 | 1人    | 483人   |
| 古町三丁目 | 304世帯 | 246人 | 305人 | 7人    | 551人   |
| 古町四丁目 | 71世帯  | 83人  | 72人  | 0人    | 155人   |
| 計         | 772世帯 | 737人 | 805人 | 8人    | 1,542人 |

## 小・中学校の学区
気仙沼市例規「気仙沼市立学校の通学区域に関する規則」によると、小・中学校の学区は以下の通りとなる。
| 町丁 | 丁目   | 小学校                 | 中学校                 |
| ---- | ------ | ---------------------- | ---------------------- |
| 古町 | 一丁目 | 気仙沼市立気仙沼小学校 | 気仙沼市立気仙沼中学校 |
| 古町 | 二丁目 | 気仙沼市立気仙沼小学校 | 気仙沼市立気仙沼中学校 |
| 古町 | 三丁目 | 気仙沼市立気仙沼小学校 | 気仙沼市立気仙沼中学校 |
| 古町 | 四丁目 | 気仙沼市立気仙沼小学校 | 気仙沼市立気仙沼中学校 |

## 交通

### 鉄道
- JR東日本
  - 気仙沼駅（大船渡線）

### 道路
一般国道
国道284号

### バス
- 気仙沼線・大船渡線BRT

## 行政区としての古町
2023年4月1日時点で、古町（行政区）は以下の区域に対応する。
| 行政区  | 範囲                           |
| 古町1区 | 古町一丁目の一部               |
| 古町2区 | 古町一丁目の一部               |
| 古町3区 | 舘山二丁目、古町三丁目の各一部 |
| 古町4区 | 古町二丁目の一部               |
| 古町5区 | 古町四丁目、古町二丁目の一部   |
| 古町6区 | 古町一丁目、古町三丁目の各一部 |

### 行政区の人口
気仙沼市によると2020年（令和2年）10月1日および2015年（平成27年）10月1日時点での古町（行政区）の人口および世帯数の統計は以下の通りである。
| 行政区  | 2020年  | 2020年 | 2020年 | 2020年  | 2015年  | 2015年  |
| ------- | ------- | ------ | ------ | ------- | ------- | ------- |
| 行政区  | 総人口  | 男     | 女     | 世帯数  | 総人口  | 世帯数  |
| 古町1区 | 72人    | 32人   | 40人   | 30世帯  | 86人    | 35世帯  |
| 古町2区 | 202人   | 95人   | 107人  | 89世帯  | 251人   | 110世帯 |
| 古町3区 | 226人   | 113人  | 113人  | 112世帯 | 164人   | 70世帯  |
| 古町4区 | 259人   | 145人  | 114人  | 136世帯 | 284人   | 138世帯 |
| 古町5区 | 379人   | 187人  | 192人  | 175世帯 | 437人   | 186世帯 |
| 古町6区 | 405人   | 165人  | 240人  | 231世帯 | 209人   | 95世帯  |
| 合計    | 1,543人 | 737人  | 806人  | 767世帯 | 1,431人 | 634世帯 |

## ギャラリー

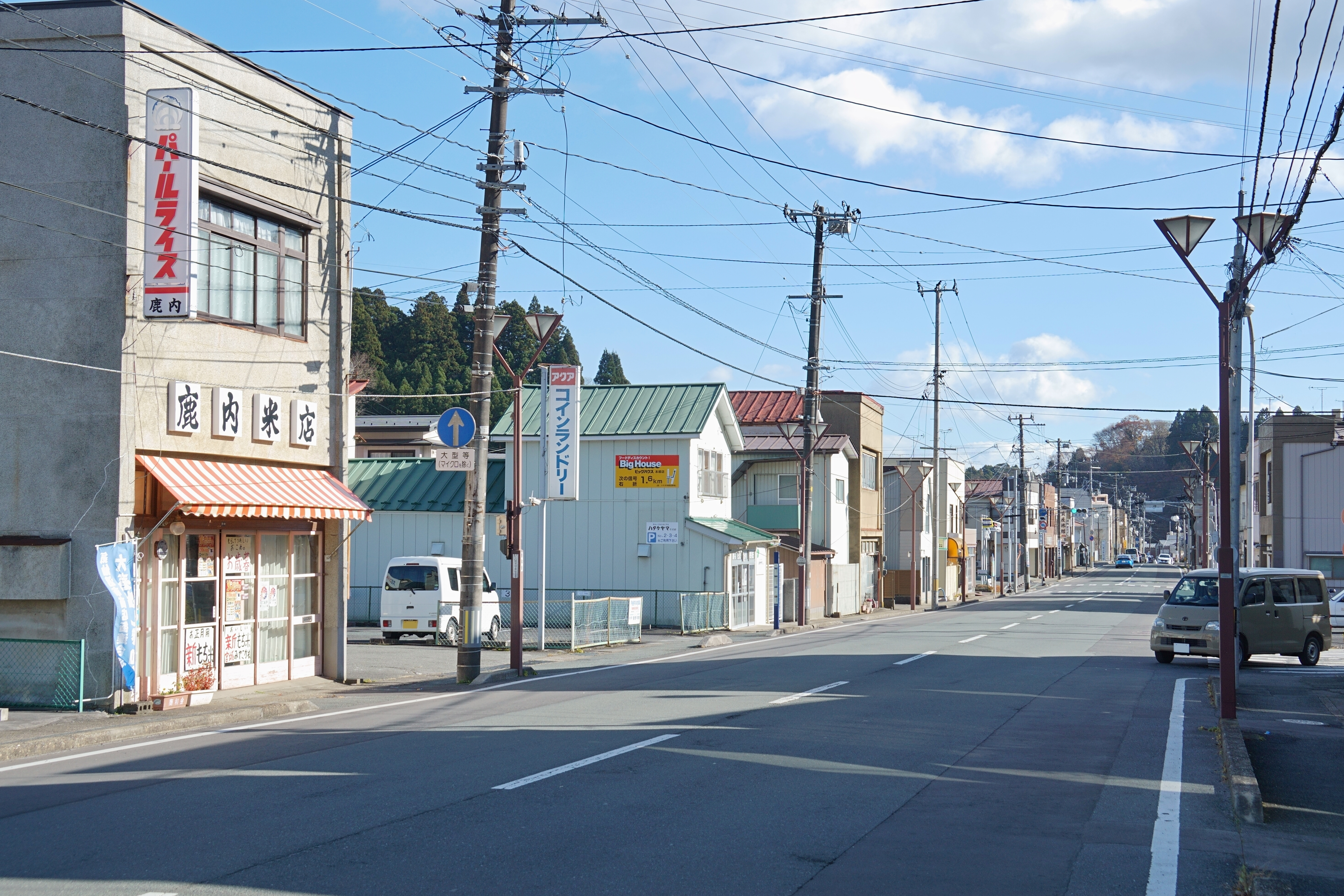
古町一丁目の街並み（2024年12月）
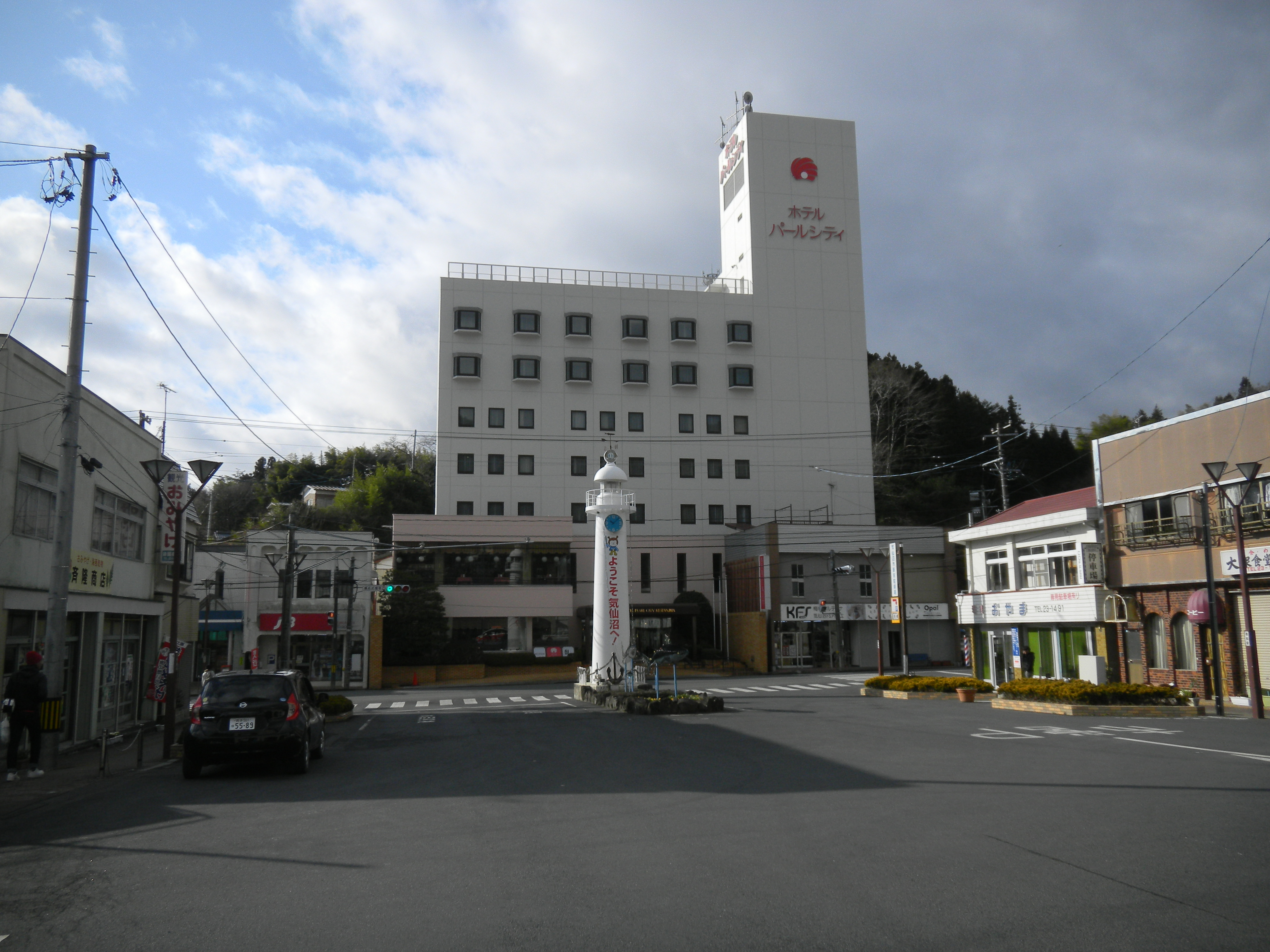
気仙沼駅前のようす（2016年1月）